# 瓦迪斯瓦夫·多布罗沃尔斯基
瓦迪斯瓦夫·多布罗沃尔斯基（波蘭語：Władysław Dobrowolski，1896年1月2日—1969年2月25日），波兰男子击剑、田径运动员。他曾代表波兰参加1924年、1932年和1936年夏季奥林匹克运动会，其中1932年奥运会获得一枚铜牌。